# Gràfica de Dalitz

Gràfica de Dalitz per a una desintegració de tres cossos d'una partícula d'espin-0 de massa en tres partícules d'espin-0 de masses,,. La zona grisa representa la regió cinemàtica permesa. La línia blava mostra una possible posició d'acumulació d'esdeveniments en cas que hi hagi una ressonància d'espin-0 com a estat intermedi en aquesta desintegració de tres cossos, que després decau a les partícules 1 i 2. La línia taronja mostra la posició d'acumulació d'esdeveniments en cas que hi hagi una ressonància d'espin-0 que es desintegra en les partícules 1 i 3.

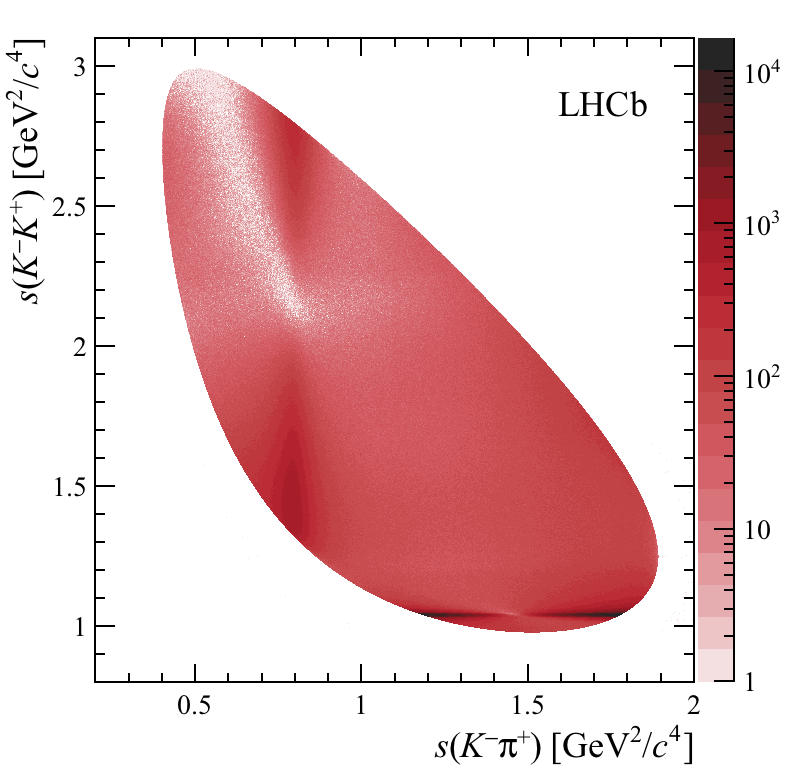
Gràfica de Dalitz per a la desintegració mesurada per l'experiment LHCb al CERN. Es poden identificar clarament ressonàncies clares (regió vertical amb acumulació de punts) i (acumulació horitzontal) La distribució dels esdeveniments al voltant de les regions ressonants no és uniforme a causa de l'espin 1 de les ressonàncies i la interferència entre els processos ressonants i no ressonants.

La gràfica de Dalitz és una gràfica bidimensional que s'utilitza sovint en física de partícules per a representar la freqüència relativa de les diverses maneres (cinemàticament diferents) en què es poden separar els productes de determinades desintegracions d'una partícula en tres partícules.
L'espai de fases d'una desintegració d'una partícula pseudoescalar donada en tres partícules d'espín-0 es pot descriure completament mitjançant dues variables. En una gràfica tradicional de Dalitz, els eixos són les masses invariants al quadrat del dos parells de productes de desintegració. (Per exemple, si la partícula A decau a les partícules 1, 2 i 3, un gràfic de Dalitz per a aquesta desintegració podria representar-se amb m212 a l'eix x i m223 a l'eix y). Si no hi ha correlacions angulars entre els productes de desintegració, la distribució d'aquestes variables és plana (ocupa uniformement tots els punts del pla cinemàticament possibles). Tanmateix, les simetries subjacents poden imposar certes restriccions a la distribució. A més, les desintegracions de tres cossos solen estar dominades per processos ressonants, en els quals la partícula es desintegra primer en dos productes de desintegració, amb un d'aquests productes de desintegració produint dos productes de desintegració addicionals. En aquest cas, el diagrama de Dalitz mostrarà una distribució no uniforme, amb un pic al voltant de la massa de la decadència ressonant. D'aquesta manera, la gràfica de Dalitz proporciona una excel·lent eina per a estudiar la dinàmica de les desintegracions en tres cossos.
Els diagrames de Dalitz tenen un paper central en el descobriment de noves partícules en experiments actuals de física d'alta energia, inclosa la investigació del bosó de Higgs, i són eines en esforços que exploren física més enllà del model estàndard.
El físic R. H. Dalitz va introduir aquesta tècnica el 1953 per a estudiar les desintegracions dels mesons K. També es pot adaptar a l'anàlisi de les desintegracions de quatre cossos. Una forma específica d'un diagrama de Dalitz de quatre partícules (per a la cinemàtica no relativista), que es basa en un sistema de coordenades tetraèdriques, es va aplicar per primera vegada per a estudiar la dinàmica de pocs cossos en els processos de fragmentació atòmica de quatre cossos.

## Gràfica de Dalitz al quadrat
El modelatge de la representació típica de la gràfica de Dalitz pot ser complicat a causa de la seva forma no trivial. Tanmateix, es poden modificar les variables cinemàtiques de manera que la gràfica tingui una forma rectangular (o quadrada) en aquests dos eixos:
{\displaystyle m'(1,2)={\frac {1}{\pi }}\arccos \left(2*{\frac {m(1,2)-m(1,2)_{min}}{m(1,2)_{max}-m(1,2)_{min}}}-1\right)} ;
{\displaystyle \theta '(1,2)={\frac {1}{\pi }}\theta (1,2)} ;
on {\displaystyle m(1,2)} és la massa invariant de les partícules 1 i 2 en un esdeveniment de desintegració donat; {\displaystyle m(1,2)_{max}} i {\displaystyle m(1,2)_{min}} són els seus valors màxims i mínims cinemàticament permesos, mentre que {\displaystyle \theta (1,2)} és l'angle entre les partícules 1 i 3 en el sistema on les partícules 1 i 2 son en repòs. Aquesta tècnica s'anomena comunament gràfica de Dalitz al quadrat ("Square Dalitz plot", SDP).